# Lespinasse
Lespinasse is een gemeente in het Franse departement Haute-Garonne (regio Occitanie). De plaats maakt deel uit van het arrondissement Toulouse. Lespinasse telde op 1 januari 2022 3.032 inwoners.

## Geografie
De oppervlakte van Lespinasse bedroeg op 1 januari 2022 4,24 vierkante kilometer; de bevolkingsdichtheid was toen 715,1 inwoners per km².

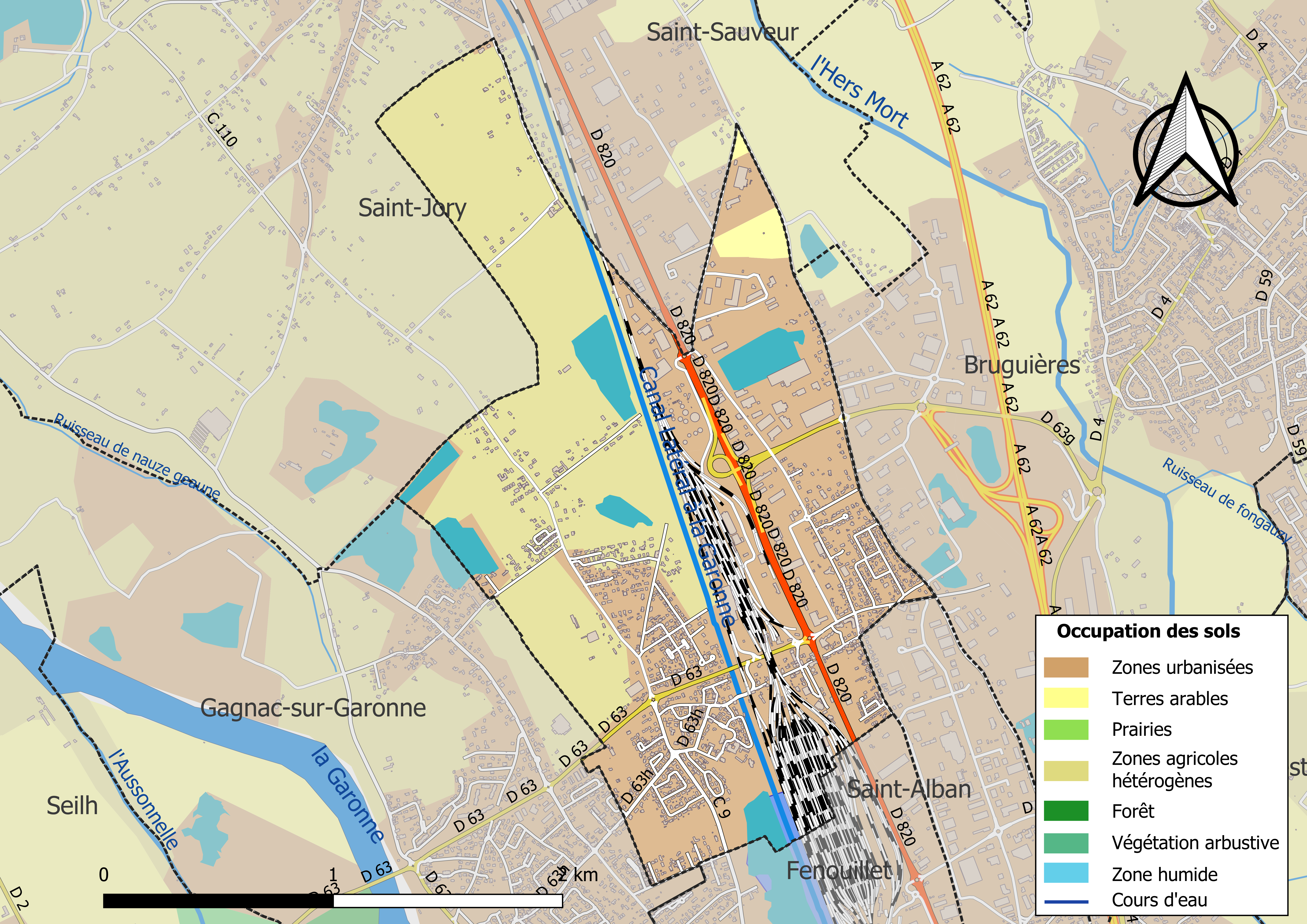
Kaart van de gemeente met belangrijkste infrastructuur, bodemgebruik en omliggende gemeenten

## Demografie
De figuur toont het verloop van het inwonertal (bron: INSEE-tellingen).